# 石山四郎
石山 四郎（いしやま しろう、1919年11月16日 - 1992年5月3日）は、日本の経済評論家、実業家。元ダイヤモンド社社長。

## 経歴
東京・赤坂にて、石山賢吉の長男として生まれる。1943年早稲田大学卒。1948年早稲田大学大学院特別研究生修了。ダイヤモンド社入社。編集局長、副社長、社長を経て、1973年退社。1976年新しい経営者像の会(AKK)を設立。

## 著書
- 『横眼でみたアメリカ』 ダイヤモンド社、1955
- 『松下連邦経営 不況を知らぬ企業の秘密』 ダイヤモンド社、1967
- 『アパート天国・魔法ビン文化 ソ連・中共カメラ旅行』 ダイヤモンド社、1967
- 『東芝人材経営』 100％実力主義への組織革新 ダイヤモンド社、1968
- 『未来産業社会との対話』 ダイヤモンド社、1969
- 『組織の生理学』 ダイヤモンド社、1973 (バーナード・J.ミュラータイム著 石山四郎、守岡道明編)
- 『ビジネスの生理学』 ダイヤモンド社、1973 (バーナード・J.ミュラータイム著 石山四郎、守岡道明編)
- 『攻める知恵守る知恵』 PHP研究所、1977
- 『日・米経営者の発想』 PHP研究所、1980
- 『松下幸之助全研究 2 命知の国際経営』 学研、1981
- 『ハイ・テク＝ハイ・タッチ時代の近未来ビジネス』 プレジデント社、1984
- 『ニューメディア 日本の五年後 （Now backs）』 講談社、1984
- 『アメリカ・カナダ 最新商売現場報告』 講談社、1985
- 『ニュービジネス感覚 マルチ能力を開発し、自己をパワーアップする法』講談社、1986